# Rooftop Kisses
Rooftop Kisses est un court métrage américain réalisé par Andrew Bernstein (en) réalisé en 2002.

## Fiche technique
- Réalisation : Andrew Bernstein (en)
- Scénario : Andrew Bernstein (en)
- Producteurs :Neal Ahern Jr., Andrew Bernstein (en) et Dylan K. Massin
- Musique : Ceiri Torjussen
- Montage : Stuart Levy
- Genre : Drame, Court métrage
- Année : 2002
- Pays :  États-Unis

## Distribution
- Allison Janney : Melissa
- Maura Tierney : Denise
- Anton Yelchin : Charlie